# Buz (Albania)
Buz è una frazione del comune di Memaliaj in Albania (prefettura di Argirocastro).
Fino alla riforma amministrativa del 2015 era comune autonomo, dopo la riforma è stato accorpato, insieme agli ex-comuni di Fshat Memaliaj, Krahës, Luftinjë, Memaliaj, Qesarat  a costituire la municipalità di Memaliaj.

## Località
Il comune era formato dall'insieme delle seguenti località:
- Buz
- Kalemaj
- Bader
- Kurtjez
- Golemaj
- Arrez e Vogel
- Shales
- Xhafaj
- Gllave
- Selcke
- Selcke e Vogel
- Komar
- Bardha